# 수리남의 역사
수리남의 초기 역사는 아메리카 원주민들이 이 지역에 처음 살았던 기원전 3000년으로 거슬러 올라간다. 네덜란드는 영국으로부터 수리남을 얻었고, 유럽인들의 정착은 설탕 재배에 노예제도를 이용하는 농장 식민지였던 17세기부터 시작되었다. 19세기 후반의 폐지와 함께, 농장주들은 중국, 마데이라 제도, 인도, 인도네시아로부터 노동력을 얻으려고 했다. 네덜란드어는 수리남의 공용어이다. 다양한 인구로 인해 크리올인 스라난 통고도 발달했다.

## 원주민 정착촌
수리남은 많은 원주민 문화에 의해 유럽보다 수천 년 먼저 거주하였다. 식민지화 당시 가장 큰 나라는 사냥과 어업을 하며 살았던 해안 유목민족인 아라와크족과 카리브족이었다. 카리브족들은 해안가의 대부분을 따라 아라와크족을 정복했고, 돛단배를 이용하여 카리브해로 들어갔다. 그들은 마로니강 어귀에 있는 갈리비(쿠팔리 유메, "조상의 나무"라는 뜻)에 정착했다. 아라와크족과 카리브족이 해안과 사바나에서 살고 있는 반면, 아쿠리오족, 트리오족, 와라오족, 와야나족과 같은 열대 우림 내륙에 더 작은 원주민들이 살고 있었다.

## 유럽의 식민지화

### 간헐적 정착
수리남으로 온 최초의 유럽인들은 남아메리카의 "야생 해안"의 다른 지역들과 함께 그 지역을 방문한 스페인 탐험가들과 네덜란드 상인들이었다. 1613년, 수리남강에 네덜란드의 교역소가 존재했고, 같은 해 스페인군은 코란틴강의 네덜란드 교역소를 점령했다. 유럽인들이 이 지역에 정착하기 위한 첫 번째 중요한 시도는 1630년, 마셜 선장이 이끄는 영국 정착민들이 식민지를 세우려고 시도했을 때였다. 그들은 담배 작물을 재배했지만, 그 모험은 재정적으로 실패했다. 1640년, 아마도 영국군이 아직 마셜의 시내에 있는 동안, 프랑스군은 수리남강 하구 근처에 전초기지를 건설했다.

### 영국의 식민지화
1650년, 바베이도스의 총독 프랜시스 윌러비 경은 수리남의 식민지를 정착시키기 위해 배를 준비했다. 자신의 비용으로 그는 20문의 포를 실은 배와 플랜테이션 지원에 필요한 물건들을 갖춘 작은 배 두 척을 준비했다. 앤서니 로우즈 소령은 그의 이름으로 그곳에 정착했다. 2년 후, 그는 식민지의 더 나은 정착을 위해 직접 가서, 방어와 무역에 필요한 것들을 요새화하고 제공하였다. 정착지는 약 30,000 에이커 (120 km2)와 수리남 강 하구 근처의 "윌로비 요새"로 구성되어 있으며, 버려진 프랑스의 전초기지에서 확장되었다. 1663년에 50여개의 농장에 대한 대부분의 작업은 원주민들과 3,000명의 아프리카 노예들에 의해 이루어졌다. 그곳에는 약 1,000명의 백인들이 있었고, 영국인들이 모든 정착민들에게 부여한 종교적 자유에 이끌려 브라질 유대인들과 함께 있었다.

### 네덜란드의 식민지화
정착지는 1667년 2월 26일 에이브러햄 크라이즌센이 이끄는 네덜란드 선박 7척에 의해 침략당했다. 윌러비 요새는 3시간의 전투 끝에 다음날 점령되었고, 이름을 제일란트 요새로 바꾸었다. 1667년 7월 31일, 영국과 네덜란드는 브레다 조약을 체결했고, 이 조약은 당분간은 현상 유지가 되었다. 네덜란드인은 수리남을, 영국은 뉴암스테르담(오늘날의 뉴욕)을 계속 점령할 수 있었다. 이 협정은 1667년 영국이 수리남을 되찾고 다시 잃은 후인 1674년 웨스트민스터 조약에서 공식화되었다. 1683년에 수리남 협회가 설립되었는데, 이는 네덜란드 공화국의 식민지의 관리와 방어로부터 이익을 얻기 위해 장바티스트 콜베르의 사상을 본뜬 것이었다. 이 모임에는 암스테르담, 반 애르센 판 소멜스디크 가족, 네덜란드 서인도 회사 등 세 명의 참여자가 있었다. 반 애르센 가문은 1770년에야 겨우 지분을 팔았다. 협회는 이러한 종류의 무역과 사업이 더 이상 받아들여질 수 없다고 여겨졌던 1795년에 끝났다.

### 20세기
20세기에 수리남의 천연 자원인 고무, 금, 보크사이트가 개발되었다. 미국 회사 알코아는 알루미늄을 만들 수 있는 보크사이트가 발견된 수리남의 넓은 지역에 대한 청구를 했다. 마룬족과의 평화조약이 이들에게 토지에 대한 소유권을 부여했다는 점에서  수리남 정부가 이러한 권리를 부여할 권리(자신을 위한 토지에 대한 권리를 의미하고 자치를 무시하는 것)를 부정하는 국제법정 사례가 있었다.
1941년 11월 23일, 미국은 네덜란드 망명 정부와의 합의에 따라 보크사이트 광산을 보호하기 위해 수리남에 군대를 주둔시켰다.

## 탈식민지화
1948년 첫 총선이 실시되었다. 율리우스 카이사르 데 미란다가 수리남의 초대 총리로 선출되었다. 식민지 국가의 일원으로서 그는 키엘스트라 총독에 비판적이었고, 식민지 내각에 대한 복종 종식을 주장했었다.
1954년, 수리남은 네덜란드가 국방과 외교의 통제권을 유지하면서 자치 정부를 얻었다. 네덜란드령 안틸레스와 네덜란드가 하나의 왕국 아래에 있는 세 개의 회원국 중 하나가 될 것이다.

## 독립

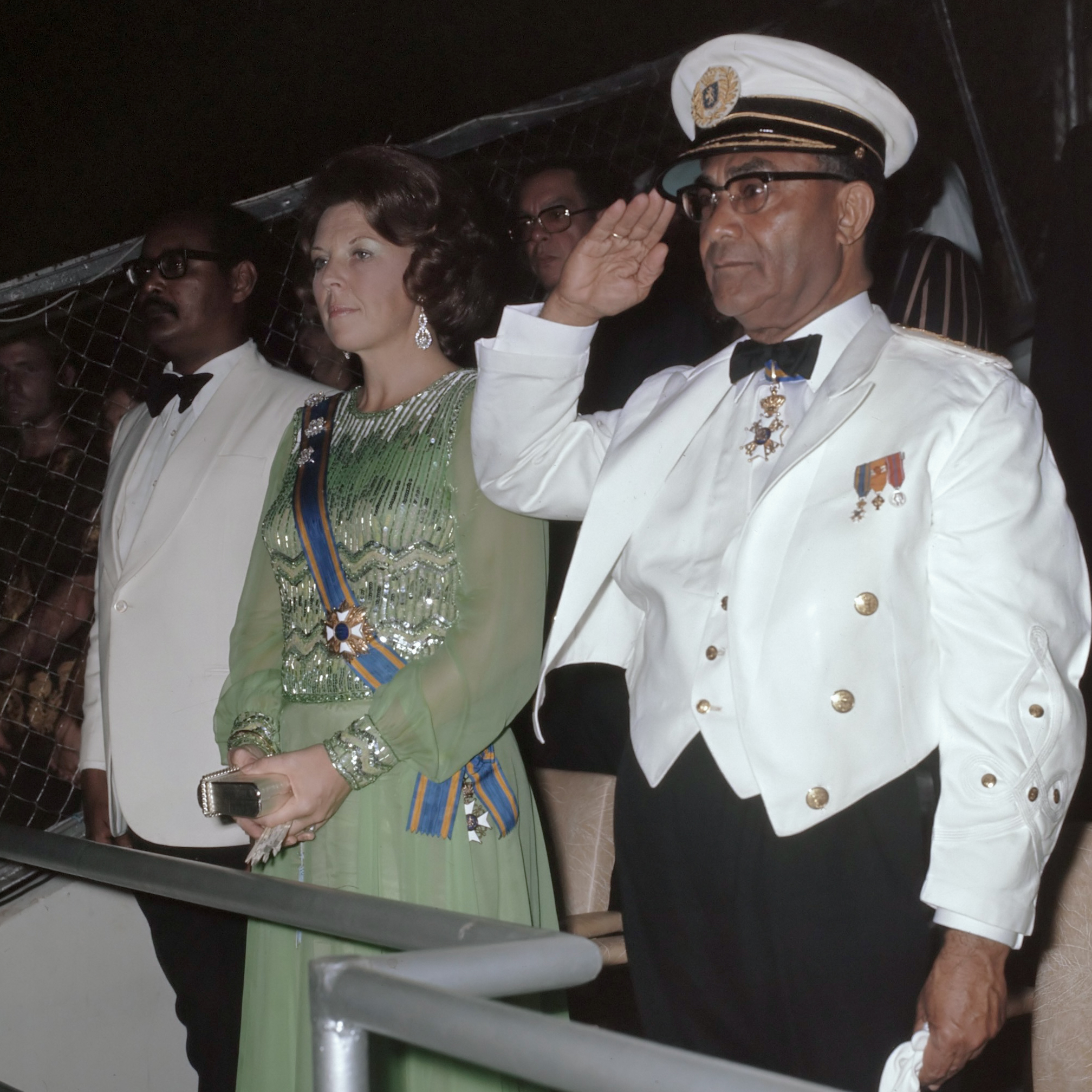
1975년 11월 25일 헨크 아론, 베아트릭스, 요한 페리르

1973년 네덜란드 정부는 지방 정부와 독립 협상을 시작했으며, 1975년 11월 25일 NPS(크레올 정당과 독립 협상을 시작했다. 네덜란드는 1985년까지 15억 달러 상당의 원조 프로그램을 시행했다. 초대 대통령은 요한 페리르이며, 총리로는 헨크 아론이 있었다. 인구의 약 3분의 1은 네덜란드가 독립하기 전에 네덜란드로 이민을 갔다.
1980년, 헨크 아론 정부는 데시 바우테르서 중사가 이끄는 군사 쿠데타로 전복되었다. 페리르 대통령은 새 정부를 승인하는 것을 거부했고, 국민당 소속의 헨크 친 아센을 임명하였다. 5개월 후 또 다른 쿠데타가 일어나 페리르가 친아센으로 대체되었다. 이러한 발전은 군부가 설치한 새 정부가 부패를 종식시키고 생활수준을 향상시키기를 기대하는 사람들에게 크게 환영 받았다. 이것은 새 정권이 야당을 금지하고 점점 더 독재적이 되었음에도 불구하고 일어났다. 네덜란드는 처음에 새 정부를 받아들였지만 1982년 12월 8일 젤란디아 요새에서 15명의 반대파가 군대에 의해 살해되면서 수리남과 네덜란드 사이의 관계는 붕괴되었다. 이 사건은 또한 12월 살인 사건이라고도 알려져 있다. 네덜란드와 미국은 이 움직임에 항의하기 위해 원조를 중단했다.
1985년, 야당에 대한 금지가 해제되었고, 새로운 헌법을 제정하기 위한 작업이 시작되었다. 다음 해에는 로니 브런스위크가 이끄는 정글 특공대라고 자칭한 마룬족들의 반정부 반란이 시작되었다. 바우테르서 정부는 마을들을 불태우고 다른 유사한 수단들을 통해 폭동을 진압하려고 격렬하게 노력했다. 10,000명 이상의 마룬족들이 프랑스령 기아나로 도망쳤고, 난민으로 인정받았다. 불법 난민의 수는 알려지지 않았다.

## 같이 보기
- 아메리카의 역사